# Ariarathia

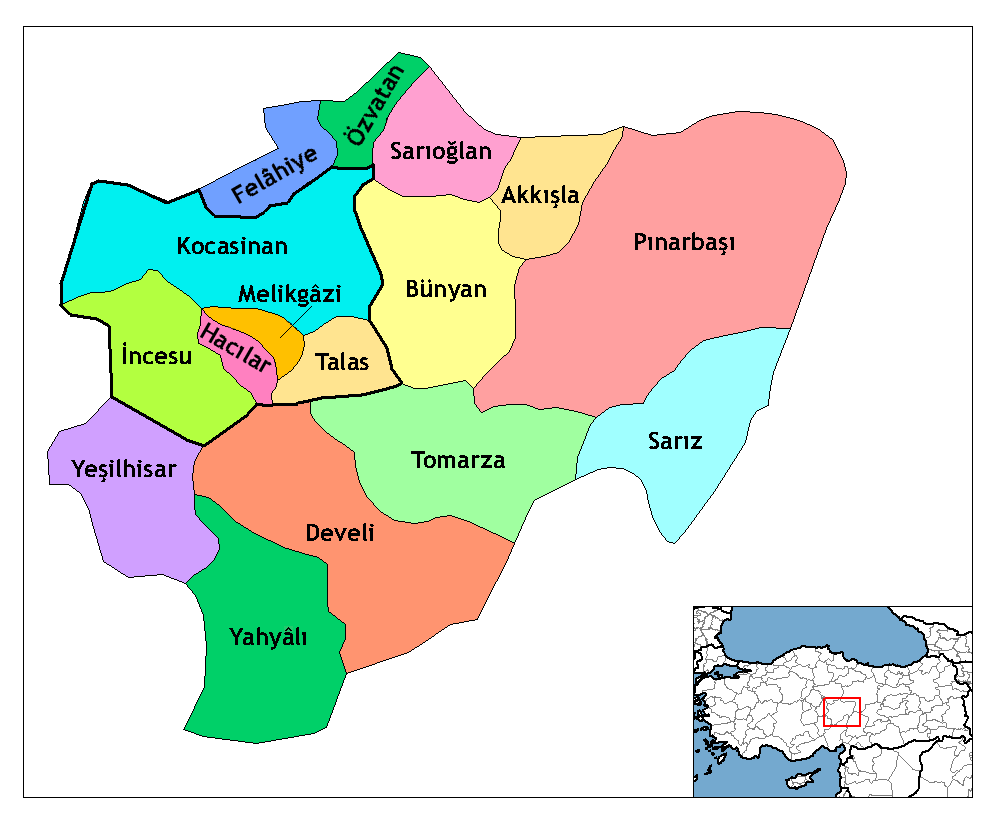
Province de Kayseri.

Ariarathia ou Ariaratheia est une ville épiscopale d'Asie Mineure fondée par le roi Ariarathe IV entre 220 et 163 avant notre ère. Durant l’Antiquité, cette ville se situait en Cappadoce. Lorsque la Cappadoce fut divisée, en 386 pCn (en Cappadoce I au nord-ouest, Cappadoce II au sud-ouest et Armenia Secunda au nord-est), la ville s’est alors trouvée en Armenia Secunda. Aujourd’hui Ariarathia correspond à la ville de Pinarbasi, située en Turquie dans la province de Kayseri.

## Histoire

### Antiquité
Ariarathia a été fondée par le roi Ariarathe IV, durant son règne en Cappadoce, de 220 à 163 aCn. Avant l’arrivée du roi Ariariathe, ce lieu portait le nom d’Azysie. Jusqu’à  la fin de époque hellénistique que l’on situe aux environs de 200 aCn. Ariarathia fut une cité grecque. C’est sous le règne de Constantin (entre 306 et 337 pCn) qu’elle sera incorporée à l’Asie Mineure. 
Elle fait partie des villes de Sargarausène, région stratégique du royaume de Cappadoce. Au IVe siècle pCn, la partie orientale de la Cappadoce est amputée lors de la création des provinces d’Arménie Mineure et de l’Armenia Secunda. À partir de 386 pCn, Ariaratheia appartient donc à l’Arménie II. Plus tard ce royaume fut incorporé à l’Empire romain comme une province, sous Tibère, après la mort d’Archélaüs (17 pCn).

### Moyen-Âge
Les Byzantins la renommèrent Dasmenda durant le Moyen Âge. À cette époque, les Byzantins avaient l’habitude de donner aux régions transformées en cités (polis) par les rois de Cappadoce un ancien nom indigène. Ainsi, Ariaratheia, d'après Ramsay, s’appelait alors Dasmenda,.

## Paysage et climat
La Cappadoce est une région connue pour ses volcans. C’est une région où la terre est fertile et abondante en eau malgré le manque de pluie. Ce climat explique le rôle de refuge qu’a joué la Cappadoce à plusieurs reprises, comme lors de l’invasion des arabes et puis des turcs durant le Moyen Âge.